# Рошткала
Рошткала (таџ: Роштқалъа) је село, главно насеље Рошткалског рејона на југозападу Горно-Бадахшанске области Таџикистана. Рошткала се налази 30 km југоисточно од Хорога, главног града области, на реци Шахдара, која утиче у реку Гунт.